# Hebrew Union College
Hebrew Union College – Jewish Institute of Religion (též zkráceně HUC nebo HUC-JIR) je škola založená v roce 1875 a je tak nejstarší rabínskou vysokou školou v Americe.

## Popis
Škola vzdělává rabíny, kantory a učitele náboženství a nabízí vysokoškolské studium židovských studií včetně promoce.
HUC má ve Spojených státech tři školicí střediska:
- Cincinnati, Ohio, založil v roce 1875 rabín Isaac Mayer Wise,
- New York City od roku 1950, vytvořené po sloučení HUC s židovským institutem náboženství, založeným v roce 1922 Stephenem Wisem, a
- Los Angeles, založené v roce 1954 v University Park.

Školní kampus založený v roce 1963 v Jeruzalémě je jediným liberálním rabínským seminářem v Izraeli. HUC-JIR spolupracuje se Svazem reformního judaismu, Ústřední radou amerických rabínů, Americkou konferencí kantorů a Národní asociací pedagogů chrámu. Od roku 1968 Škola židovského neziskového managementu v Los Angeles školí příští generaci vůdců pro židovské obce.
Knihovna HUC-JIR obsahuje miliony svazků, a je tak jednou z největších světových sbírek judaik. Škola spolupracuje se školou Abrahama Geigera a Židovským kantorským institutem na Postupimské univerzitě v Německu.